# Ruso (udde i Antarktis, lat -69,18, long -71,32)
Ruso är en udde i Antarktis. Den ligger i Västantarktis. Argentina, Chile och Storbritannien gör anspråk på området.
Terrängen inåt land är kuperad söderut, men norrut är den platt. Trakten är obefolkad. Det finns inga samhällen i närheten.